# Živi bili pa vidjeli
Živi bili pa vidjeli je glasbeni album slovenske avantgardne rock skupine Buldožer, izdan leta 1979 pri založbi Helidon. Služi kot glasbena podlaga za istoimenski hrvaški film, ki sta ga režirala Bruno Gamulin in Milivoj Puhlovski. Poleg pesmi vsebuje tudi govorne izseke iz filma. Po izidu je skupino zapustil kontroverzni vokalist Marko Brecelj.
Skupina je za najboljšo filmsko glasbo dobila na festivalu v Pulju dobila nagrado zlato areno.

## Seznam pesmi
Vso glasbo je napisala skupina Buldožer. Vsa besedila (za pesmi) je napisal Marko Brecelj.
A stran
1. »Stari druže« – 2:03
2. »Poljubac i motori« – 0:52
3. »Jeftini slatkiši« – 1:52
4. »Sava« – 1:21
5. »Monolog u kafiću« – 0:22
6. »Sava II« – 0:52
7. »I Remember Chuck Berry« – 0:53

B stran
1. »Novo vrijeme« – 2:39
2. »Zar je moguće?« – 1:23
3. »Vožnja taxijem« – 1:05
4. »Monolog u birou« – 0:18
5. »Stari druže II« – 1:59
6. »Ovaj krevet je sada vaš« – 1:34
7. »Krevet na bis« – 1:13
8. »Jeftini slatkiši II« – 1:02

## Zasedba

### Buldožer
- Marko Brecelj — glavni vokal
- Boris Bele — vokal, kitara, produkcija
- Dušan Vran — bobni
- Janez Zmazek — kitara
- Vili Bertok — bas kitara
- Borut Činč — klaviature, koprodukcija

### Ostali
- Rade Šerbedžija — glas (A5)
- Boris Bućan — oblikovanje
- Aco Razbornik — snemanje